# Maćkowy Przechód
Maćkowy Przechód (słow. Poľovnícky priechod, 1886 m) – przełęcz znajdująca się w Krywańskiej Grani w słowackiej części Tatr Wysokich. Oddziela Skrajną Krywańską Turnię od Wielkiej Krywańskiej Strażnicy. Przez przełęcz prowadzi Maćkowa Perć, stanowiąca jedno z najdogodniejszych przejść pomiędzy dolinami leżącymi po obu stronach grani – Niewcyrką i Korytem Krywańskim. 
Południowa część Maćkowej Perci została zbudowana przez zarząd lasów przed rokiem 1903, zaś reszta ścieżki (w tym odcinek prowadzący przez Maćkowy Przechód) nieco później. Na trasie tej istniały jednak już dużo wcześniej kozie perci, które wykorzystywali m.in. polujący na kozice podhalańscy górale. Od imienia jednego z nich, polującego w tym rejonie w pierwszej połowie XIX wieku, pochodzi nazwa ścieżki oraz przełęczy.
Współcześnie Maćkowy Przechód oraz jego okolice nie są dostępne dla turystów ani taterników.

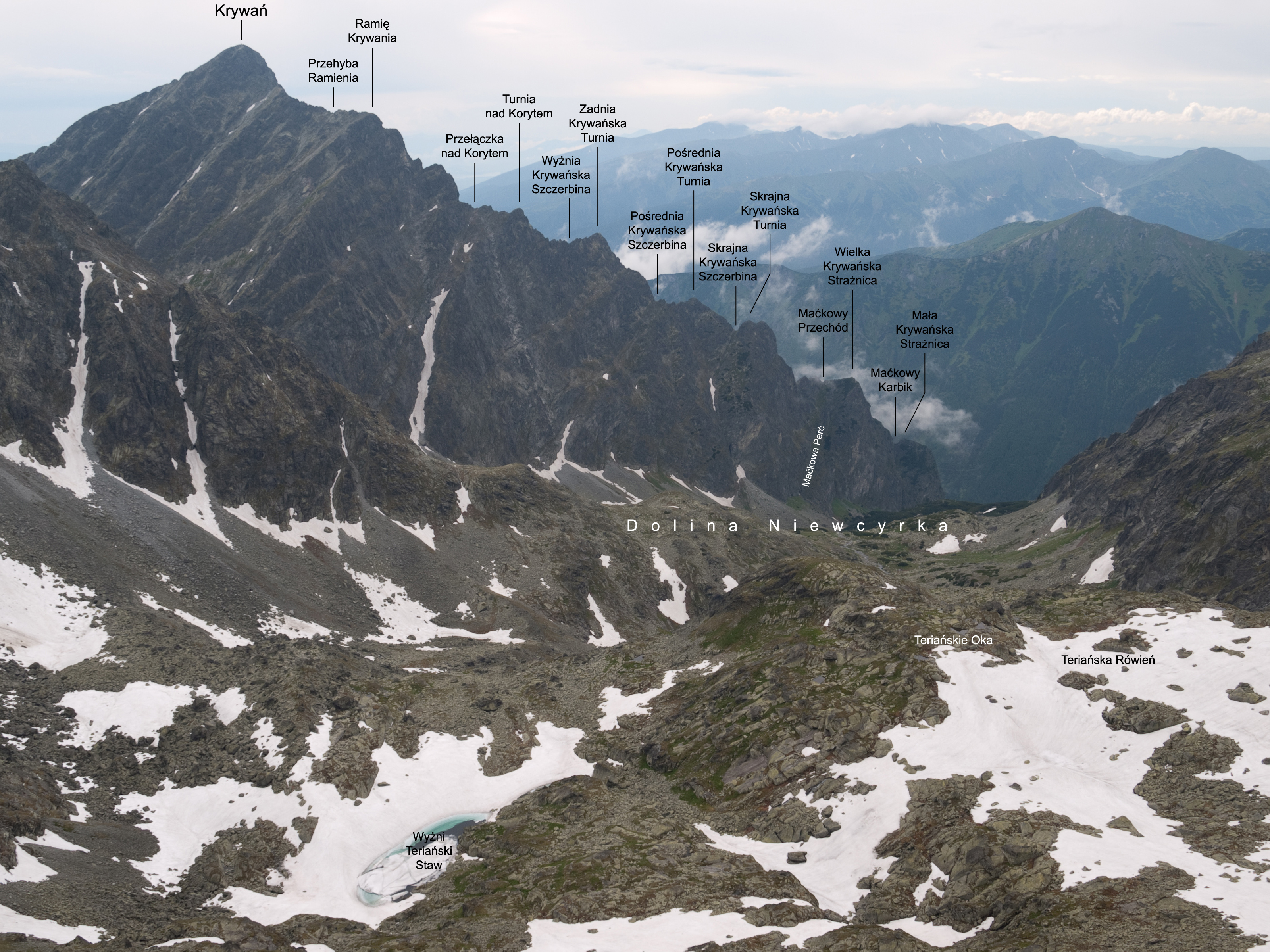
Krywańska Grań – widok z Furkotu